# SN 2001fq
SN 2001fq – supernowa odkryta 9 października 2001 roku w galaktyce A043804-0123. W momencie odkrycia miała maksymalną jasność 24,30m.